# Tubi in calcestruzzo

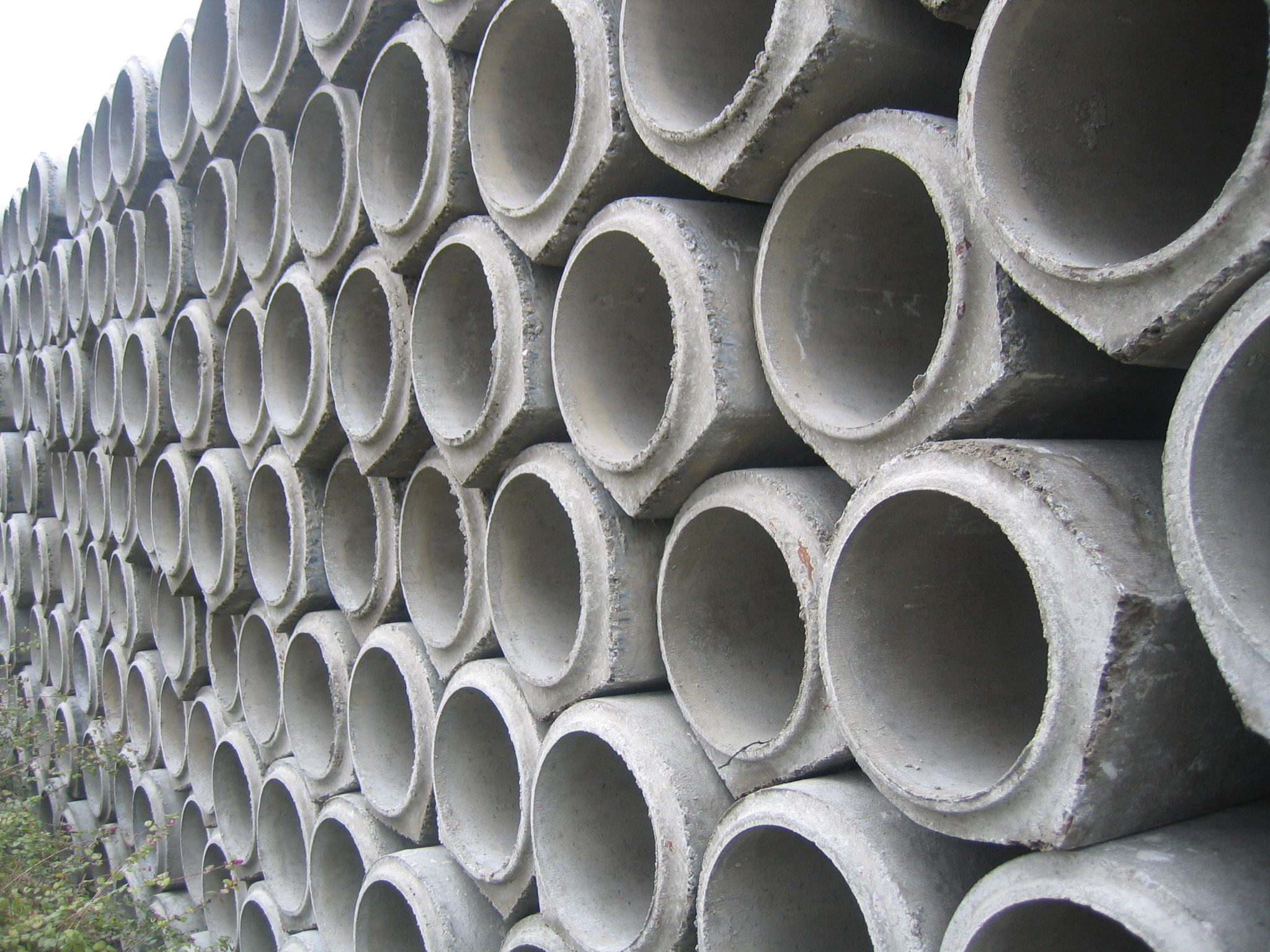
Tubi in cemento

I tubi in calcestruzzo sono elementi utilizzati in opere di ingegneria civile.

## Classificazione

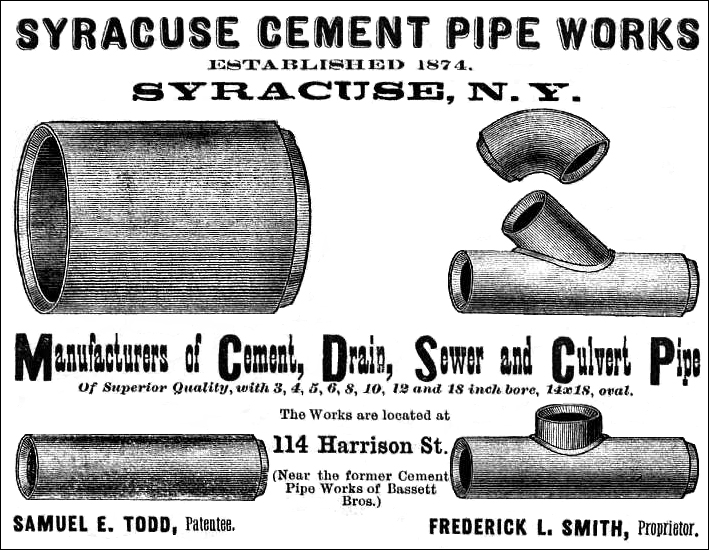
Esempi di tubi in cemento in una locandina del 1879.

I tubi in calcestruzzo possono essere classificati per forma geometrica della sezione interna, per tipologia di giunto tra i tubi, per forma esterna o per prestazioni funzionali.

### Classificazione per forma geometrica della sezione interna
- Tubi a sezione interna circolare: sono in gran parte utilizzati per il trasporto di acque superficiali che possono essere meteoriche, di scarico, potabili, per l'alimentazione di centrali idroelettriche. In alcuni casi vengono anche utilizzati per creare tunnel di servizio o tunnel tecnici per impiantistica.
- Tubi a sezione interna ellittica: hanno normalmente lo stesso impiego dei tubi a sezione circolare, ma hanno il vantaggio di avere una minore altezza a parità di sezione idraulica.
- Tubi a sezione ovoidale: sono normalmente impiegati per il trasporto di acque di scarico in quanto la loro specifica sezione idraulica permette di ridurre la superficie bagnata dal fluido al diminuire del livello del fluido nella tubazione. Questo comporta una maggiore velocità del fluido e quindi un miglior effetto autopulente alle basse portate. Questo tipo di tubo è tuttavia utilizzato sempre meno a livello mondiale per problemi legati alle difficoltà di sigillatura ermetica dei giunti.
- Tubi a sezione rettangolare o quadrata: sono spesso impiegati per canalizzazioni con necessità di importanti sezioni idrauliche. Sono anche spesso utilizzati per la costruzione di tunnel tecnici che consentono l'alloggiamento di impianti di distribuzione o di trasporto.

### Classificazione per forma esterna
- Tubi circolari con giunto a bicchiere: sono quegli elementi che presentano un ingrossamento della sezione esterna in corrispondenza del giunto lato femmina. Questa tipologia risulta essere la più diffusa a livello mondiale su tubi con piccolo e medio diametro interno (da 250 a 1000 mm). Questo tipo di tubo ha il vantaggio di mantenere un spessore di calcestruzzo adeguato nel giunto maschio-femmina, che potrebbe essere insufficiente nelle giunti a mezzo spessore di tubi di piccolo diametro.
- Tubi a base piana con giunto a bicchiere: sono come i sopra descritti tubi circolari con bicchiere, ma non hanno una sezione esterna circolare. Nella conformazione esterna di detto tubo, il piano di posa risulta essere complanare ad un piano tangente al diametro esterno del bicchiere, e parallelo all'asse di scorrimento del fluido nel tubo stesso. Nella varie sezioni longitudinali, il piano di posa risulta normalmente essere delimitato da due rette con inclinazioni di circa 30 gradi rispetto alla verticale tangenti al diametro esterno della tubazione nella zona non interessata dalle aree di giunzione. Questo tipo di tubo ha il vantaggio di non richiedere scavi per l'alloggiamento del bicchiere nella trincea di posa. Tuttavia ha anche alcuni svantaggi quali peso maggiore, necessita di una migliore costipazione del letto di posa in quanto difficilmente il materiale di rinfianco scende sotto il tubo in caso di cedimento del letto di posa. Questo tipo di tubo a causa degli svantaggi e diffuso solamente in Italia e nel nord della Germania.
- Tubi con giunto a mezzo spessore: sono tubi che hanno la sezione esterna senza variazioni su tutta la lunghezza del tubo. Le sezioni possono essere circolari, ellittiche, quadrate e rettangolari. Il giunto maschio femmina e a mezzo spessore per cui sono diffusi sui diametri medio grandi in quanto il forte spessore di parete del tubo permette sufficienti spessori del maschio e della femmina del giunto.